# در آینه آسمان
| بررسی انتقادی | بررسی انتقادی |
| منبع          | رتبه‌بندی      |
| ------------- | ------------- |
| آل‌میوزیک      | [ ۱ ]         |

 در آینه آسمان نام یک آلبوم موسیقی اثر کیهان کلهر و علی‌اکبر مرادی است که در سبک سنتی و موسیقی کردی تهیه شده و دارای ۱۰ آهنگ است. کلهر کار کمانچه نوازی و مرادی تنبور و آواز را برعهده دارد، که متن آن به اشعار مولوی کرد تعلق دارد. آلبوم ترکیبی از موسیقی خلق شده این دو هنرمند و برخی مقامات مشهور تنبور مثل گل و دره (به کردی: گڵ وە دەرە) است. پژمان حدادی نوازنده کوبه‌ای هم در این آلبوم همکاری کرده است.

## فهرست آهنگ‌ها
| ردیف | آهنگ                                 |
| ۱    | سر آغاز                              |
| ۲    | شوق                                  |
| ۳    | مقام گل ودره ـ آواز                  |
| ۴    | گل و خاک ـمقدمه                      |
| ۵    | مقام گل و خاک                        |
| ۶    | گل و دره ـ فرود                      |
| ۷    | مجنونی ـ بداهه بر اساس نغمه پنج ضربی |
| ۸    | مقام الوند ـ آواز                    |
| ۹    | فرود                                 |
| ۱۰   | (چوپی (رقص                           |

## متن اشعار
یکی از اشعار این آلبوم مربوط به دیوان مولوی کرد است.
| خەیاڵانی شەو، هیجرانانی ڕۆ        |  | قامەت خەم کەردەن چون چەمیلەی چۆ |
| دڵ بییەن وە دار سەر کەلی لای وەشت |  | چەمەڕای وایێن ڕیشەش بێ وە دەشت  |